# O tänk, när frälsaren
O tänk, när frälsaren är en psalmsång i fyra 4-radiga verser författad av skräddaren och diktaren Carl Lundgren. Den är en så kallad Hemlandssång, vilket innebär att den beskriver den troendes starka längtan att efter den fysiska döden komma hem till Gud och det eviga livet utan några jordiska plågor. Psalmen föregås av bibelcitatet "Ty en framtid har fridens man." Psaltaren 37:37 i psalmboken Hjärtesånger 1895.

## Publicerad i
- Hjärtesånger 1895 som nr 160 under rubriken "Hemlandssånger" och med titeln Ljusa utsigter!